# Территориальная прелатура Инфанты
Территориальная прелатура Инфанты (лат. Praelatura Territorialis Infantensis) — территориальная прелатура Римско-Католической церкви с центром в городе Инфанта, Филиппины. Территориальная прелатура Инфанты входит в митрополию Липы. Кафедральным собором территориальной прелатуры Инфанты является церковь святого Пражского Младенца и евангелиста Марка.

## История
25 апреля 1950 года Римский папа Пий XII выпустил буллу Precibus annuentes, которой учредил территориальную прелатуру Инфанты, выделив её из епархии Липы (сегодня — Архиепархия Липы). В этот же день епархия Липы вошла в митрополию Манилы.
31 января 1970 года территориальная прелатура Инфанты передала часть своей территории для возведения новой епархии Илагана.
20 июня 1970 года территориальная прелатура Инфанты вошла в митрополию Липы.

## Ординарии территориальной прелатуры
- епископ Руфино Хиао Сантос (1950 — 1953);
- епископ Patrick Shanley (17.02.1953 — 1960);
- епископ Julio Xavier Labayen (26.07.1966 — 28.06.2003);
- епископ Rolando Joven Tria Tirona (28.06.2003 — 8.09.2012);
- епископ Bernardino Cruz Cortez (с 27 октября 2014 года).

## Источник
- Annuario Pontificio, Libreria Editrice Vaticana, Città del Vaticano, 2003, ISBN 88-209-7422-3
- Булла Precibus annuentes, AAS 42 (1950), стр. 587  (лат.)